# Bad Robot Productions
Bad Robot Productions (från början bara Bad Robot) är ett produktionsbolag ägt av J.J. Abrams. Produktionsbolaget har bland annat producerat filmerna Mission: Impossible III, Star Trek, Cloverfield, Star Wars: The Force Awakens samt TV-serierna Alias, Lost och Fringe.
Bad Robot Production grundades 1998 och var fram till 2006 en del av Touchstone Television.

## Film- och TV-produktioner

### Film
- 2001 - Roadkill
- 2006 - Mission: Impossible III
- 2008 - Cloverfield
- 2009 - Star Trek
- 2011 - Super 8
- 2011 - Mission: Impossible - Ghost Protocol
- 2013 - Star Trek Into Darkness
- 2015 - Infinitely Polar Bear
- 2015 - Mission: Impossible - Rogue Nation
- 2015 - Star Wars: The Force Awakens
- 2016 - 10 Cloverfield Lane
- 2016 - Star Trek Beyond
- 2019 - Star Wars: The Rise of Skywalker

### TV-serier
- 2001–2006 – Alias (TV-serie)
- 2004–2010 – Lost (TV-serie)
- 2005 – The Catch (TV-serie)
- 2006–2007 – What About Brian (TV-serie)
- 2006–2007 – Six Degrees (TV-serie)
- 2008–2013 – Fringe (TV-serie)
- 2009 – Anatomy of Hope (TV-serie)
- 2010 – Undercovers (TV-serie)
- 2011–2016 – Person of Interest (TV-serie)
- 2012 – Alcatraz (TV-serie)
- 2012 – Shelter (TV-serie)
- 2012–2014 – Revolution (TV-serie)
- 2013–2014 – Almost Human (TV-serie)
- 2014 – Believe (TV-serie)
- 2015 – Dead People (TV-serie)
- 2016 – 11.22.63 (TV-serie)
- 2016 – Roadies (TV-serie)
- 2016 – Westworld (TV-serie)
- 2025 – Duster (TV-serie)

## Utmärkelser
- 2002 - Nominerad till Emmy Award för Outstanding Writing for A Drama Series (Alias)
- 2005 - Vinnare av Emmy Award för Outstanding Drama Series (Lost)
- 2005 - Vinnare av Emmy Award för Outstanding Directing for A Drama Series (Lost)
- 2005 - Nominerad till Emmy Award för Outstanding writing for A Drama Series (Lost)[1]
- 2006 - Vinnare av Golden Globe Award för Best Television Series - Drama (Lost)[2]
- 2007 - Nominerad till Golden Globe Award för Best Television Series - Drama (Lost)[3]